# Савостинский сельский округ
Савостинский сельский округ — упразднённая административно-территориальная единица, существовавшая на территории Лотошинского района Московской области в 1994—2006 годах.
Шестаковский сельсовет был образован в первые годы советской власти. По данным 1921 года он входил в состав Ошейкинской волости Волоколамского уезда Московской губернии.
В 1924 году к Шестаковскому с/с был присоединён Андрейковский с/с.
По данным 1926 года в состав сельсовета входили 2 населённых пункта — Шестаково и Андрейково.
В 1929 году Шестаковский с/с был отнесён к Лотошинскому району Московского округа Московской области.
17 июля 1939 года к Шестаковскому с/с были присоединены селения Палкино, Судниково и Щеглятьево упразднённого Палкинского с/с.
14 июня 1954 года к Шестаковскому с/с были присоединены Кельевский и Киевский с/с.
1 февраля 1963 года Лотошинский район был упразднён и Шестаковский с/с вошёл в Волоколамский укрупнённый сельский район. 31 августа Шестаковский с/с был переименован в Савостинский сельсовет.
11 января 1965 года Лотошинский район был восстановлен и Савостинский с/с вновь вошёл в его состав.
21 января 1975 года в Савостинском с/с были упразднены селения Головино, Костино, Минино и Срывково.
30 мая 1978 года в Савостинском с/с было упразднено селение Шестаково.
3 февраля 1994 года Савостинский с/с был преобразован в Савостинский сельский округ.
22 октября 1997 года в Савостинском с/с деревня Киево была присоединена к деревне Савостино.
В ходе муниципальной реформы 2005 года Савостинский сельский округ прекратил своё существование как муниципальная единица, а его территория в полном составе была передана в Сельское поселение Микулинское.
29 ноября 2006 года Савостинский сельский округ исключён из учётных данных административно-территориальных и территориальных единиц Московской области.